# Institute of Grassland and Environmental Research
El Institute of Grassland and Environmental Research (IGER) (Instituto de Investigación de Medioambiente y de Forrajes) es uno de los 8 institutos de investigación financiados por el Biotechnology and Biological Sciences Research Council (Consejo de Investigación de Biotecnología y de las Ciencias Biológicas), del Reino Unido, que se encuentra en Aberystwyth, Ceredigion, País de Gales. Su código de identificación internacional como institución botánica es WPBS.

## Localización
Welsh Plant Breeding Station, Plas Goderddan, Aberystwyth, Dyfed SY23 3EB, U.K. Aberystwyth, Wales-Gales, United Kingdom-Reino Unido.

## Historia
El IGER originalmente fue la « Welsh Plant Breeding Station », que fue creada en 1911 bajo las directrices de Sir George Stapledon. Inicialmente con sede en la Universidad de Gales, Aberystwyth, el WPBS en 1953 trasladó su sede a Plas Gogerddan, la cual fue inaugurada oficialmente por la Reina. 
« Bronydd Mawr » fue adquirido como parte del WPBS en 1983 para encauzar la investigación en sistemas sostenibles de producción de carne de vaca y de oveja en las colinas y las tierras altas. 
Creado en 1990, el IGER incluye los principales laboratorios y el centro administrativo de Plas Gogerddan cerca de Aberystwyth y centros asociados en North Wyke cerca de South Tawton, Devon y Bronydd Mawr cerca de Trecastle, Powys. Otro centro Hurley, Berkshire, fue cerrado en 1992. Al mismo tiempo fueron adquiridos derechos sobre una granja de Trawsgoed.
Después de la escisión de la Universidad de Aberystwyth, el centro de North Wyke cesó de trabajar como centro del IGER y pasó a ser un componente del « Rothamsted Research ».
Desde el 1 de abril del 2008, el IGER ha sido absorbido por la Universidad de Aberystwyth. Junto con el antiguo Instituto de Estudios Rurales y el Instituto de Ciencias Biológicas, ahora forman parte del « Institute of Biological, Environmental and Rural Sciences ».

## Colecciones
El Instituto consta de tres departamentos de investigación :
- Ciencias Microbiológicas Vegetales y Animales
- Genética Vegetal para Cultivos
- Edafología, Ciencias Ecológicas y Medioambientales

El jardín botánico que alberga, está especializado en cultivo de plantas forrajeras de diferentes procedencias con la intención de su mejora y adaptabilidad en las campiñas del Reino Unido.
Entre sus colecciones de vegetales se encuentran plantas forrajeras de zonas templadas del mundo que representan un potencial valor en Agricultura, tal como especies de Lolium, Festuca, Dactylis y Trifolium. 
En el Instituto se mantiene un banco de germoplasma, con capacidad de almacenamiento de plazo medio, conteniendo 6,688 accesiones, que representan 464 especies (1994 figuras).
Unos de los logros del IGER ha sido el desarrollo de SucraSEED de la que se encuentra en explotación comercial, las semillas de esta hierba de alto contenido en azúcares. 